# Cappello di paglia di Firenze
Il cappello di paglia di Firenze, conosciuto anche sotto il nome inglese Leghorn (il nome inglese della città di Livorno), è un prodotto dalla tradizione plurisecolare originario di Signa in Toscana.

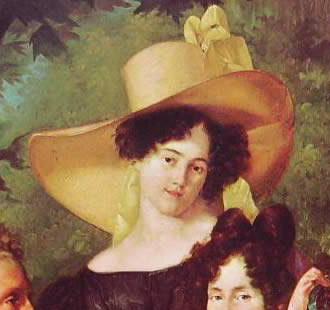
Grande cappello di paglia con fiocco di manifattura fiorentina, dipinto (particolare) di Michelangelo Grigoletti, 1830.

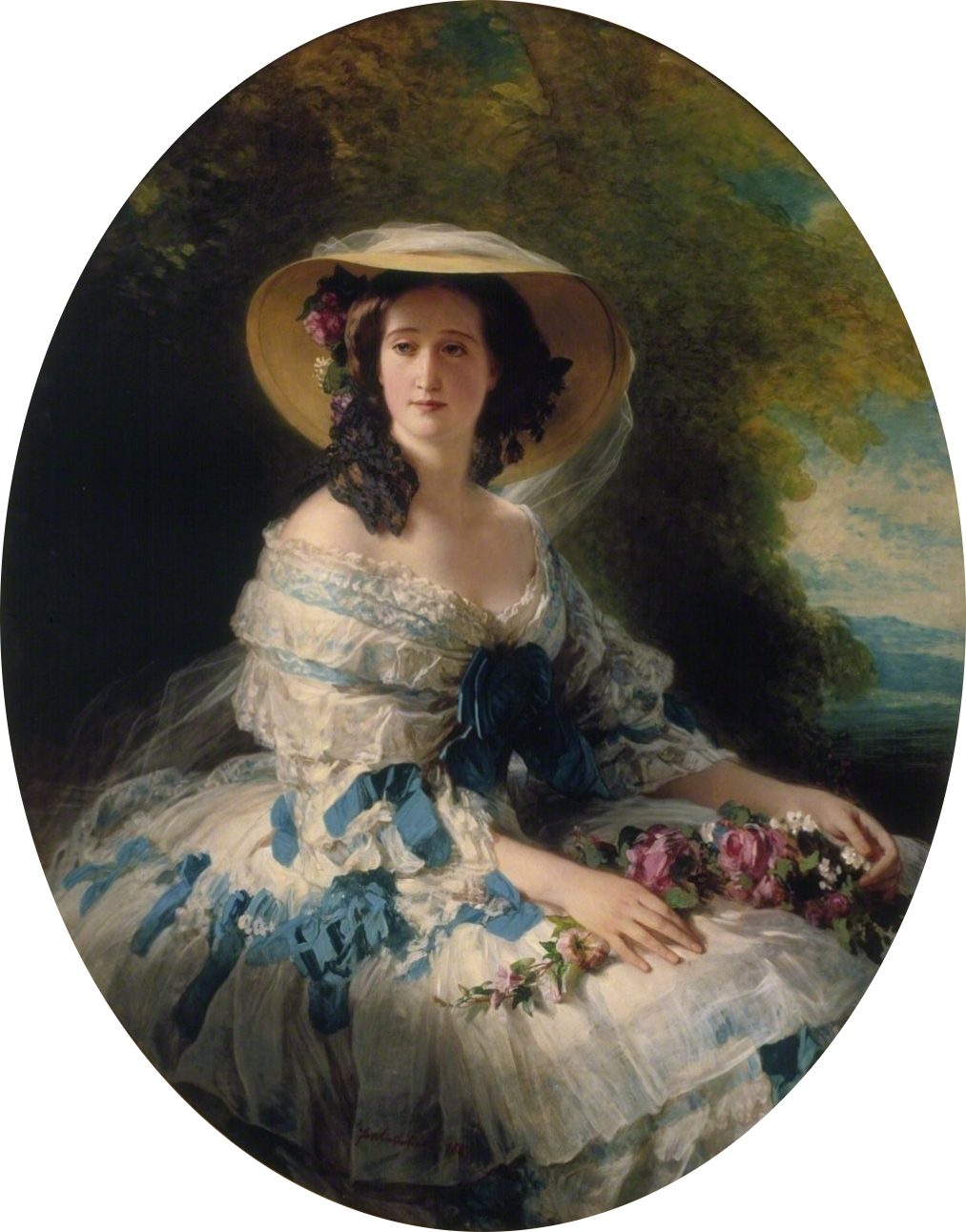
Eugenia de Montijo, imperatrice dei Francesi con un grande cappello di paglia di manifattura fiorentina, dipinto di Franz Xaver Winterhalter, 1857.

## Descrizione
Si tratta di un cappello di paglia caratterizzato da 40 giri di trecce cucite, ciascuna composta di 13 fili. In origine, la paglia utilizzata proveniva principalmente dal grano gentil rosso Triticum aestivum, poi, a partire dal XVIII secolo, dal grano triticum vulgare Host (nelle varietà semone e marzuolo), apprezzato per la sua finezza e la luminosità del colore. Le forme che il cappello può avere sono numerose e seguono le tendenze della moda, come il fioretto (grande e rotondo col bordo largo) o il capote (a tronco di cono).

## Storia
Il commercio della paglia è attestato fin dal 1341 e i produttori di cappelli appartenenti a una categoria professionale sono presenti dal 1574. Negli statuti della Dogana di Firenze del 19 luglio 1577, e pubblicati il 4 marzo 1579, i cappelli di paglia compaiono nell'elenco dei prodotti soggetti a una tassa doganiera. Nel 1718, nelle terre fra Signa e Lastra a Signa, Domenico Michelacci riuscì a selezionare un tipo di grano detto "marzuolo", destinato unicamente all'intreccio e non al consumo alimentare.
Grazie a questa nuova specie, nella seconda metà del XVIII secolo la paglia intrecciata diventa una vera industria locale e dà lavoro a gran parte della popolazione signese e a quelle delle valli dell'Arno, dell'Ombrone, del Bisenzio e della Pesa, la cui produzione è principalmente destinata alla clientela estera. Dalle valli di produzione, l'esportazione dei cappelli e delle trecce di paglia avveniva attraverso il Canale dei Navicelli, in cui i barcaioli (navicellai) trasportavano la merce fino al porto di Livorno.
Durante il Periodo napoleonico, il commercio con l'estero è quasi nullo. Dal 1810 l'esportazione riprese, specialmente verso la Germania e la Francia: il commercio è fiorente e anche la fiera di Lipsia (all'epoca grande piattaforma commerciale del cappello toscano) non riesce a soddisfare la domanda degli importatori internazionali.
Fra la fine del XVIII secolo e la prima metà del XIX, l'agricoltura toscana vive una rinascita grazie alla collaborazione fra il governo granducale e l'Accademia dei Georgofili: seguendo i consigli di questa istituzione, i sovrani Ferdinando III prima e Leopoldo II poi rinnovano il catasto, migliorano il sistema doganale, promuovono l'insegnamento dell'agricoltura, creano la linea ferroviaria (con una stazione a Signa) Firenze-Livorno detta Leopolda.
Durante gli anni venti dell'Ottocento, in seguito a numerosi tentativi di imitazione del prodotto, un dibattito, comparso sul periodico Antologia, si scatena fra gli accademici georgofili sulla possibilità di esportare la materia prima (paglia toscana) ricercata da molti paesi europei.
Verso il 1827, utilizzando paglia toscana, gli inglesi, seguiti poi da altri Paesi (Francia, Svizzera, Germania e Stati Uniti) ottengono un prodotto simile (con trecce di 11 fili cucite in modo diverso) più competitivo. Questa concorrenza, unita all'abbandono del territorio da parte di mano d'opera qualificata stabilitasi all'estero con i segreti del mestiere, fa precipitare la Toscana in una grave crisi economico-finanziaria fino al 1840, quando i mercati internazionali sono riconquistati grazie alla treccia detta "fantasia" e a modelli particolarmente eleganti come il capote.
Secondo il Dictionnaire de l'industrie manufacturière, commerciale et agricole del 1835 «sono sempre le voluttuose valli dell'Arno che, sole, possiedono, insieme a quelle dei dintorni di Pistoia e Firenze, il privilegio di fornire a tutto il mondo questi leggeri copricapi destinati a proteggere dai brucianti raggi del sole il colorito di tutte le donne».
Durante l'Esposizione universale che si svolge a Londra nel 1851, ai fabbricanti Nannucci (Firenze) e Vyse and Sons (Prato) viene rilasciato un "Prix".
E ancora, all'Esposizione universale di Parigi del 1855, nella categoria "Fabbricazione degli oggetti di moda e fantasia", gli operai e le operaie produttori di trecce per cappelli sono premiati con una medaglia d'onore consegnata dall'imperatore Napoleone III e nella guida pratica e completa dell'Esposizione è scritto: «Per quanto concerne l'industria della paglia, la Toscana deve essere classificata ai primi posti. L'esposizione dei fabbricanti di questo Paese è delle più notevoli: presenta una raccolta di trecce di paglia, dalle più ordinarie alle più fini. Anche il campionario di cappelli è molto bello e nel numero si dimostrano superiori in finezza a tutto ciò che è stato fatto fino ad oggi».
Da notare che, sempre secondo alcune pubblicazioni ottocentesche, i cappelli fabbricati a Brozzi erano considerati i più rinomati.
Conservato in un astuccio d'argento cesellato fra le sue reliquie, il cappello di paglia della santa Caterina de' Ricci è stato oggetto di devozione.
Nella seconda metà del XIX secolo, oltre alla produzione di numerose imitazioni di origine europea, a partire dal 1885 la diffusione sul mercato di prodotti, fra gli altri, cinesi, simili alla treccia fiorentina, provoca il crollo del mercato toscano (lo stipendio delle trecciaiole e delle sarte si riduce a una cinquantina di centesimi di lira al giorno, mentre prima oscillava fra le due e le otto lire al giorno negli anni dieci dell'Ottocento). Scontente del loro stipendio, le trecciaiole, guidate da Barsene Conti, e le fiascaie decidono di ribellarsi e scioperano il 18 maggio 1896 (uno dei primi scioperi nella storia dell'Italia contemporanea): le scioperanti compiono azioni spettacolari, come il blocco del tram della linea Firenze-Fiesole caricato di trecce. Dopo questo periodo di depressione ne segue uno di ripresa fino e oltre la prima guerra mondiale.
Fino agli anni 1924-25, sul territorio del comune di Signa la fabbricazione dei cappelli occupa ancora all'incirca 5 000 abitanti. Poi, verso al fine della prima metà del XX secolo, a causa della produzione cinese che offriva trecce di paglia a prezzi più competitivi, i fabbricanti di cappelli iniziano progressivamente ad abbandonare il mestiere per dedicarsi ai settori tessile, calzaturiero e della pelletteria.

## Produzione
Prodotto principalmente dalle città di Firenze, Signa e Fiesole, è universalmente noto come  “Leghorn” - “Livorno” perché veniva spedito ed esportato dal porto di Livorno verso i paesi più lontani, come l'America; nel 1870 fu valutato il volume delle esportazioni a 8 milioni di pezzi.
Nel maggio 1986 in provincia di Firenze si è costituito il Consorzio "il Cappello di Firenze" nell’ambito della Sezione Paglia e Cappello dell’Associazione Industriale di Firenze. I suoi scopi sono di tutelare la lavorazione artigianale del cappello fiorentino e supportare le aziende nella promozione e commercializzazione dei prodotti sui mercati internazionali. Attualmente aderiscono al consorzio una ventina di aziende.

## Notorietà
L'espressione "cappello di paglia di Firenze" si ritrova:
- Nelle opere di Théophile Gautier.
- Un cappello di paglia di Firenze è il titolo di una commedia in cinque atti scritta da Eugène Labiche.
- Un cappello di paglia di Firenze (Un chapeau de paille d'Italie) è un film muto del 1928 diretto da René Clair.
- Nel film del 1939 Der Florentiner Hut (Un matrimonio movimentato) di Wolfgang Liebeneiner.
- Un chapeau de paille d'Italie, film francese di Maurice Cammage, uscito nel 1941.
- In un'opera di Nino Rota del 1946.
- Nei Propos sur l'Amérique di Charles Maurice de Talleyrand-Périgord.
- Cappello di paglia di Firenze è il titolo di una canzone scritta nel 1956 da Gorni Kramer ed interpretata da Odoardo Spadaro.
- Nel film Matrimonio all'italiana di Vittorio De Sica.
- Solomennaya shlyapka (Un cappello di paglia), film per la televisione sovietico di Leonid Aleksandrovič Kvinichidze, uscito nel 1974.
- È un cappello di produzione fiorentina dell'azienda Memar a segnare la trasformazione di Julia Roberts in sofisticata signora in Pretty Woman.[20]
- Sono cappelli di produzione fiorentina dell'azienda Grevi quelli usati per altre produzioni cinematografiche come Un tè con Mussolini di Franco Zeffirelli e Valmont diretto da Miloš Forman.[20]

## Galleria d'immagini

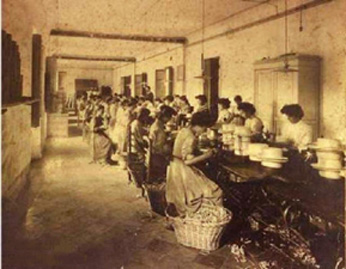
Cucitura dei cappelli di paglia a Lastra a Signa, inizio dell'XX secolo.
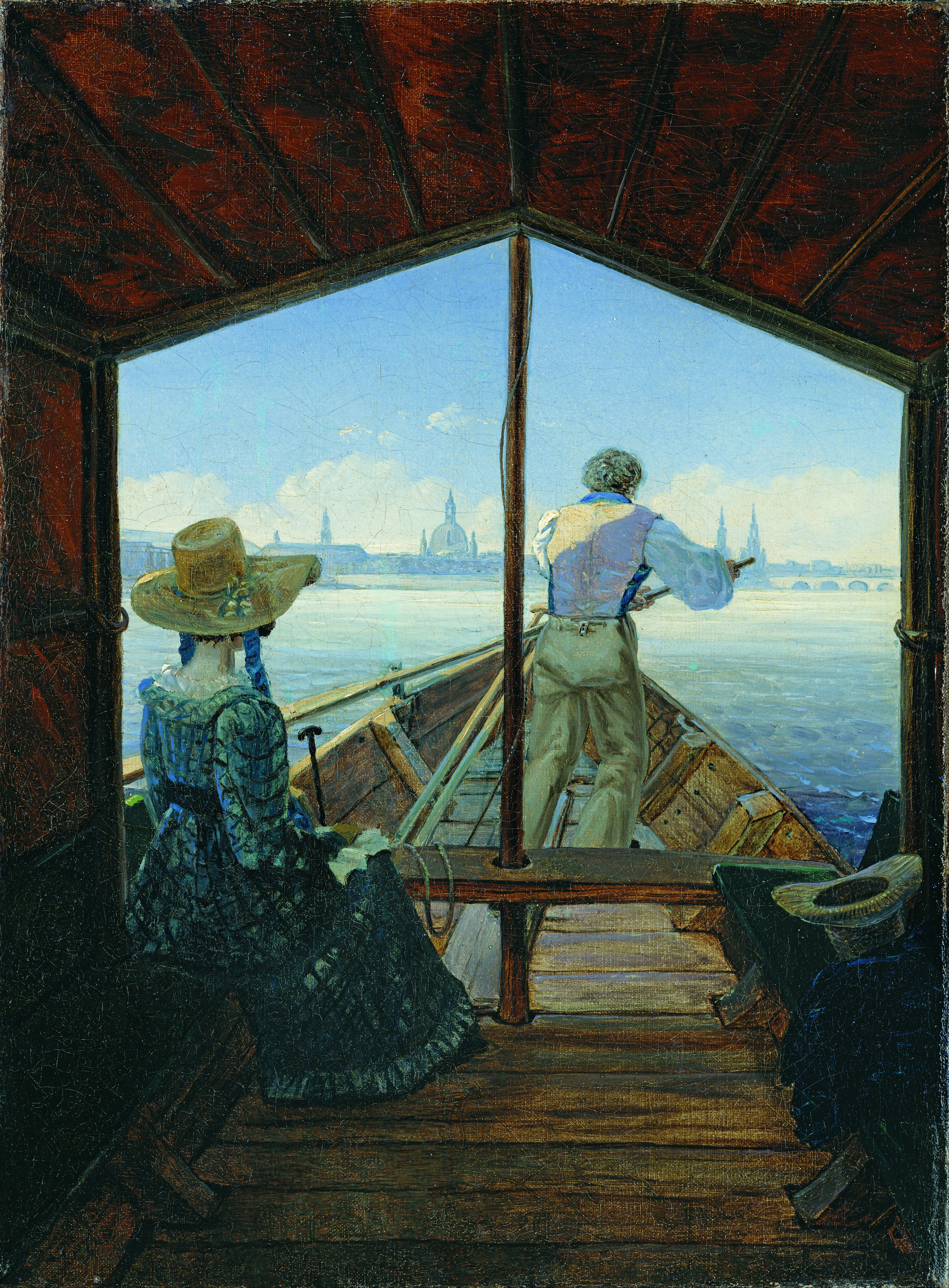
Gita in gondola sull'Elba presso Dresda (la donna indossa un cappello toscano) di Carl Gustav Carus, 1827.
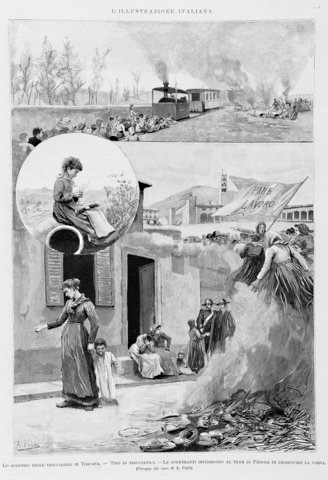
Lo sciopero delle trecciaiole del 1896.
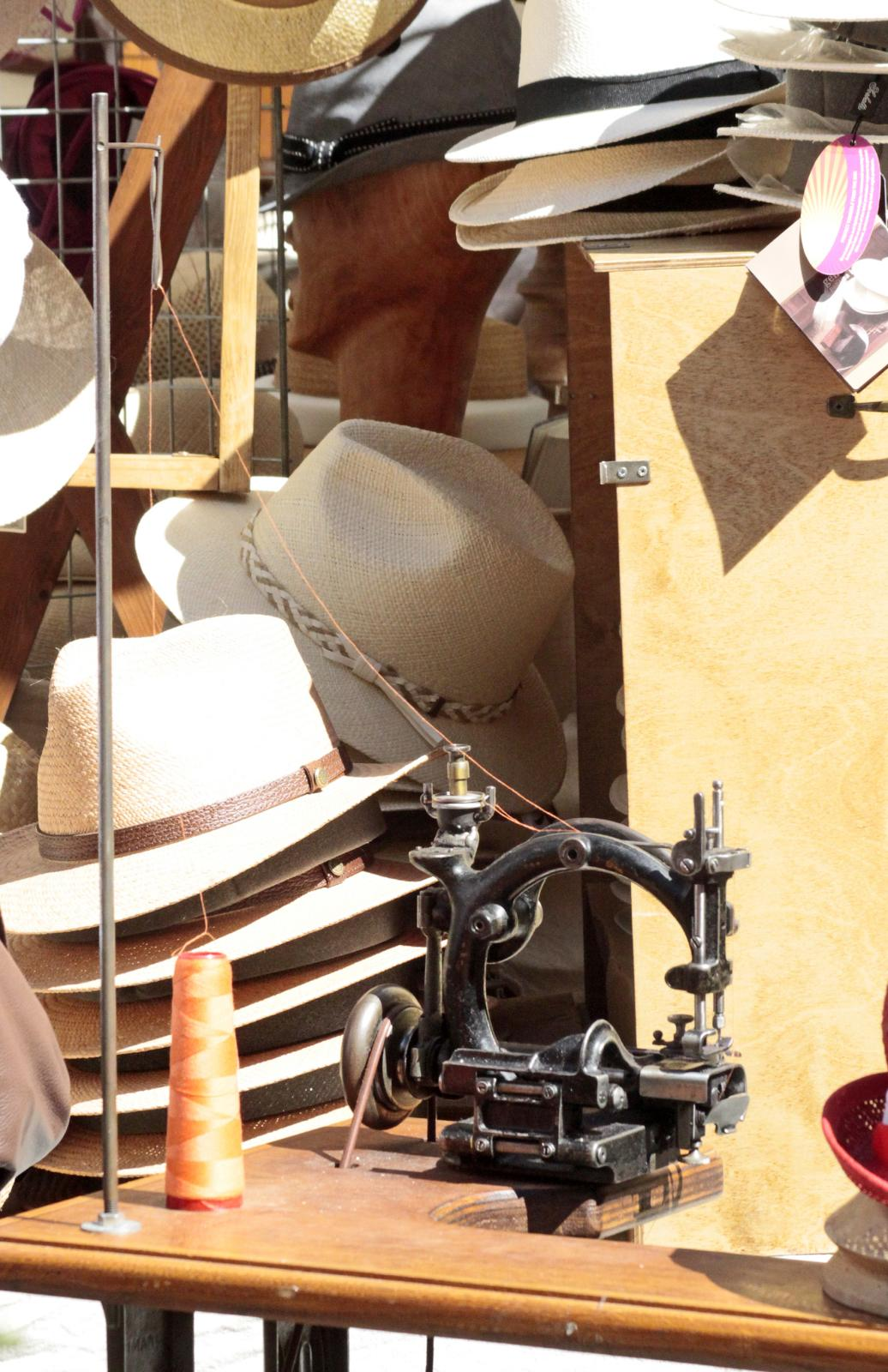
Macchina per cucire insieme alle trecce di paglia.
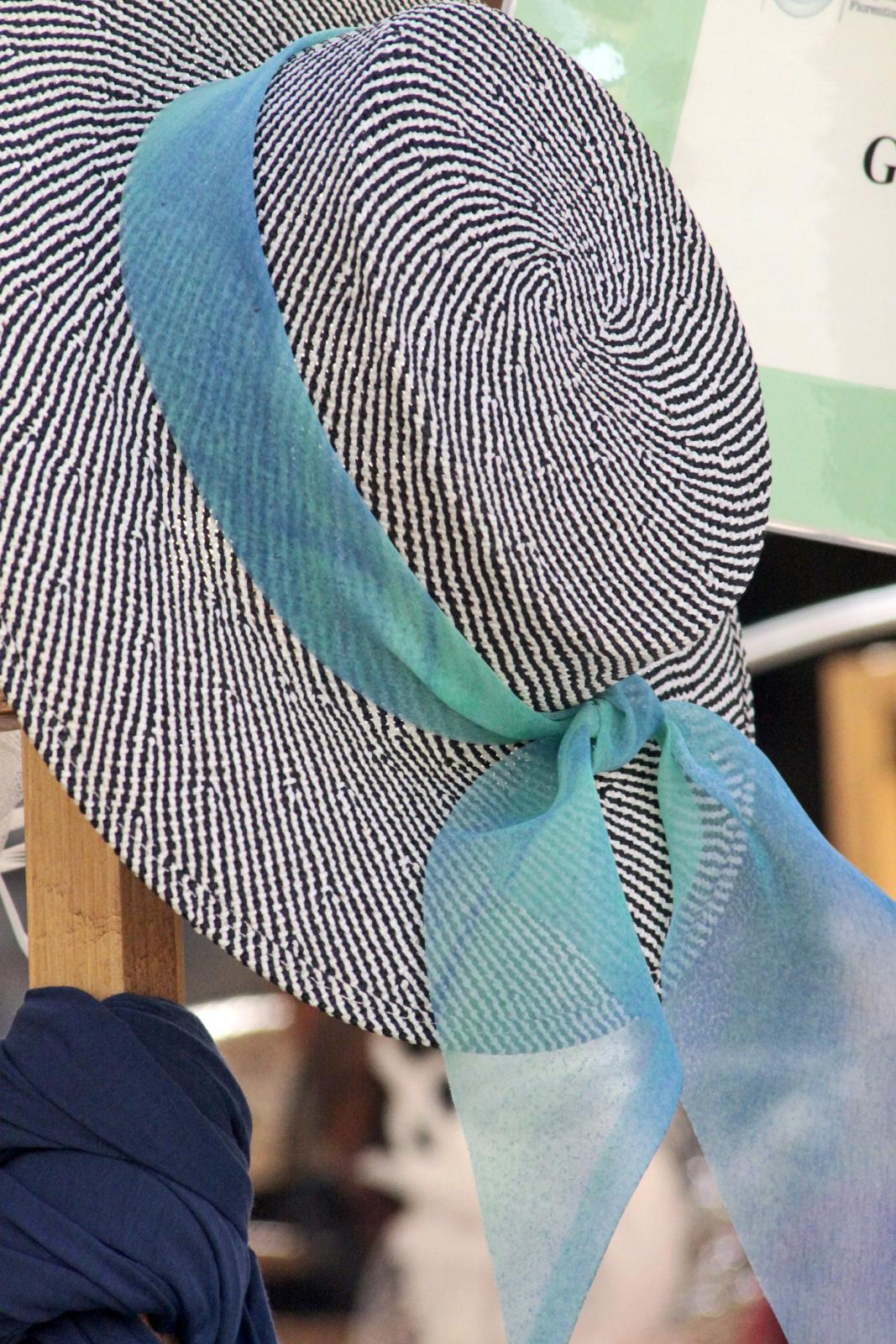
Cappello da donna estivo in un mercatino di Firenze.
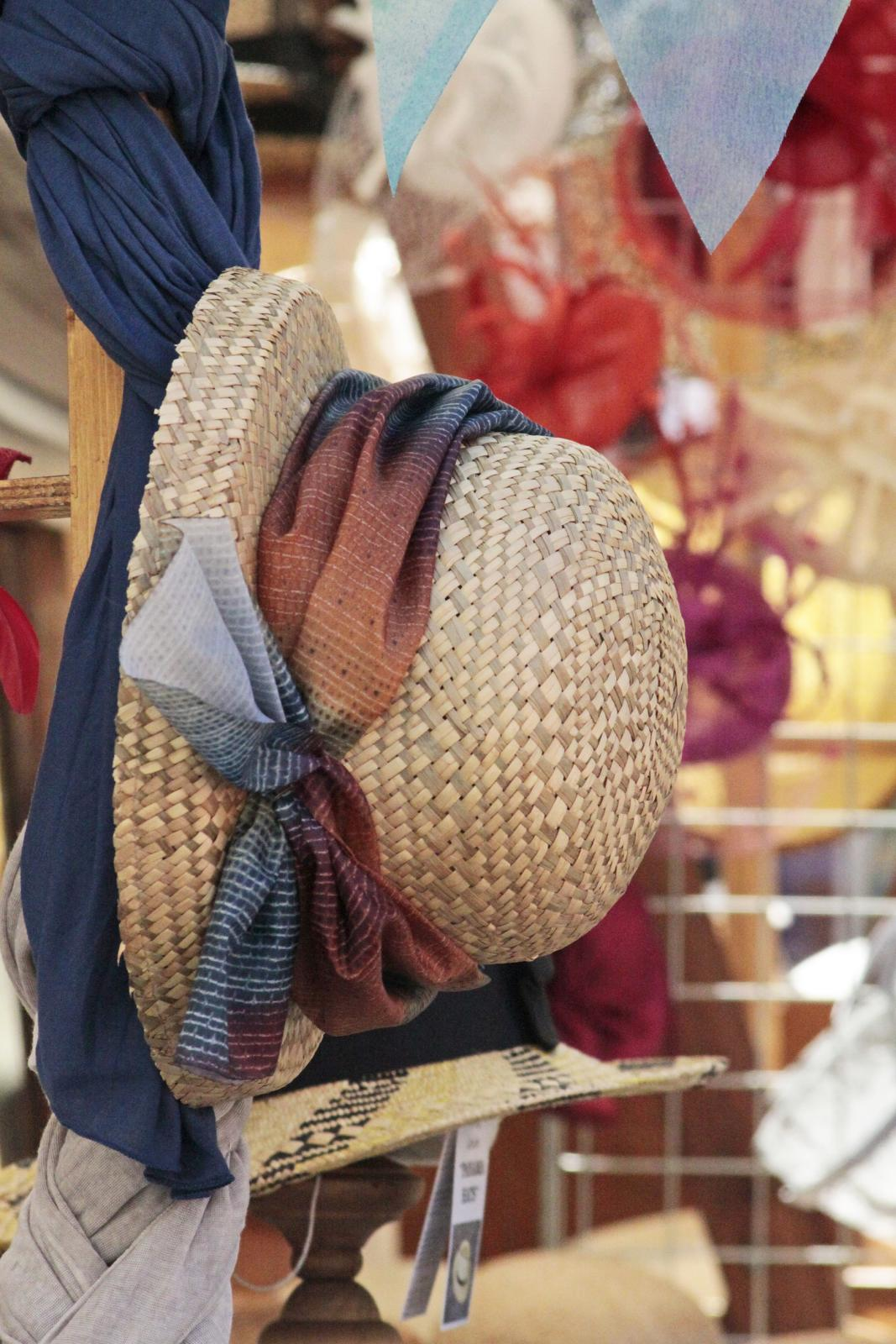
Cappello da donna in un mercato di Firenze.